# Dimitri from Paris
Dimitri from Paris (né Dimitrios Yerasimos, le 27 octobre 1963 à Istanbul, en Turquie) est un musicien français de house et animateur de radio. Il est crédité pour avoir été le premier à diffuser de la musique house à la radio en France.

## Biographie
Dimitrios Yerasimos est né à Istanbul de parents grecs. À l'âge de trois ans, sa famille emménage à Paris. Adolescent, il achète beaucoup de disques (le premier disque qu'il achète à 12 ans est une compilation des musiques de James Bond par John Barry), et à 17 ans, il choisit de s'orienter vers une carrière de DJ. Jeune, il fréquente régulièrement la salle Wagram. Pour créer sa première table de remix de disques, il emprunte le tourne-disque de ses parents et le relie au sien en soudant les fils.
Il commence sa carrière en 1986 sur la radio FM française Skyrock, en mixant du funk avec de la musique électronique dans l'émission Skydance. Il est l'un des premiers à introduire la house en France. Ses mixes sont faits avec peu de moyens, mais il montre son talent en samplant des artistes comme Étienne Daho, Julien Clerc, Goûts de luxe. Il s'intéresse aussi à des groupes comme Sugarhill Gang, Chic, Grandmaster Flash. En 1987, il passe chez NRJ, où il produit une émission hebdomadaire de house, NRJ Club, chaque samedi soir de 20 h à 22 h en compagnie de Smicky (la voix historique de NRJ), de son vrai nom Éric Calixte. 1987 est aussi l'année où Dimitri from Paris se met à faire ses propres remixes.
En 1991, il compose et participe au morceau La Zoubida de Vincent Lagaf', mais ne veut pas être crédité. Il compose également le remix sur un maxi 45 tour intitulé La Zoubida « version Aziz House mix Dimitri ».
À partir de 1996, il est parfois invité à mixer dans les soirées Respect is burning au Queen. Via ses contacts avec le magasin de disques Champs-disques, il produit des mixes pour les défilés de mode de Karl Lagerfeld, Chanel, puis commence à créer des morceaux originaux pour ces enseignes. C'est grâce à Michel Gaubert qu'il travaille pour la maison de couture. Il alterne donc, trois activités liées : remixeur pour plusieurs labels, DJ et producteur. Par la suite, il sort un EP, Esquisses, chez Yellow Productions.
En pleine vague French touch, il sort l'album Sacrebleu en juillet 1996 sous le label Yellow productions de Bob Sinclar avec le single Sacré  Français inspiré par le tube Pump Up the Volume et le single Une Very Stylish Fille. L'album est un succès en Angleterre et en France, vendu à plusieurs centaines de milliers d'exemplaires. Lors d'une tournée aux États-Unis, il est mis en relation avec des représentants du magazine Playboy et organise un set au manoir Playboy, ce qui débouche sur la sortie de l'album A Night at the Playboy Mansion qui génère 400 000 ventes,, Disco Forever en 2000, After the Playboy Mansion en 2002 (collaboration avec le magazine Playboy). L'album Cruising attitude sort en 2003 au Japon seulement et sert de générique au dessin animé Moon Phase. L'album In the House of Love sort en 2006 en triple CD de mix avec le label britannique Defected.

## Distinctions
- 17 février 2005 :  Chevalier de l'ordre des Arts et des Lettres par le ministre de la Culture et de la communication Renaud Donnedieu de Vabres[12]

## Discographie

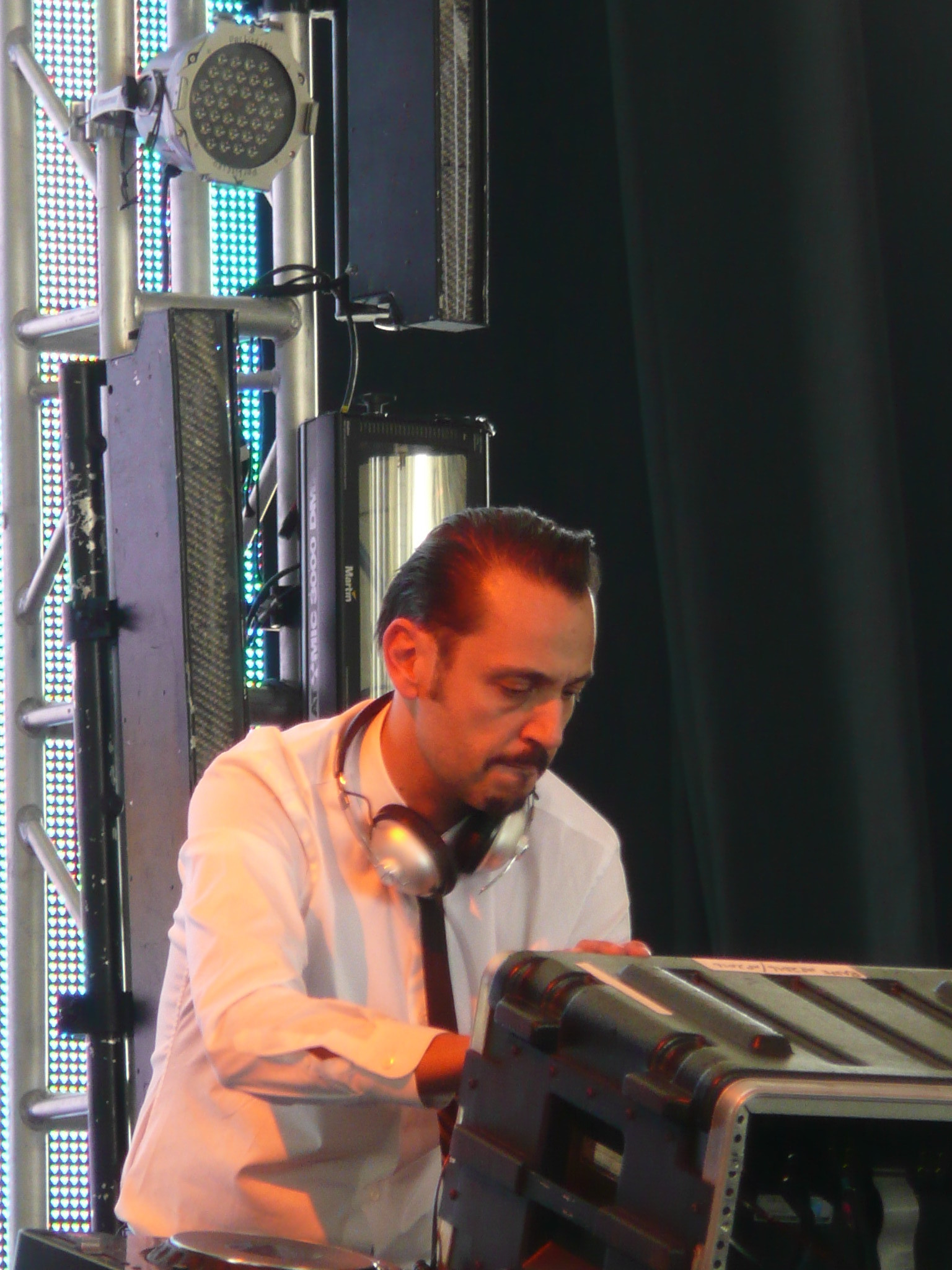
Dimitri from Paris au Coachella Valley Music and Arts Festival (2008).